# Jenny Rissveds
Jenny Klara Kristina Rissveds (Falun, 6 juni 1994) is een Zweedse mountainbikster en wegwielrenster die per 1 juni 2023, op de weg, voor de Noorse wielerploeg Team Coop - Hitec Products rijdt.
Ze werd op de mountainbike wereldkampioen in de categorie U23 in Nové Mêsto 2016 en won voor haar land een gouden medaille op de Olympische Spelen van 2016.
In februari 2018 bracht haar werkgever Scott Sram-team naar buiten dat haar contract in goed overleg werd ontbonden omwille van "mental issues". Algemeen werd aangenomen dat de druk van de rol als favoriet, de verwachtingen die dit met zich meebracht en een conflict met de nationale Zweedse MTB-federatie hieraan ten grondslag lagen.

## Palmares

### Wegwielrennen
2022
2e etappe Gracia Orlová
 Zweeds kampioene op de weg
2023
3e etappe Gracia Orlová (individuele tijdrit)
Eindklassement Gracia Orlová
 Zweeds kampioene tijdrijden

#### Uitslagen in grote wielerrondes
| Jaar | Ronde van Spanje | Ronde van Italië | Ronde van Frankrijk |
| 2023 |                  |                  | opgave              |

### Veldrijden
2015-2016
 Zweeds kampioene
2016-2017
 Zweeds kampioene

### Mountainbike: Cross-Country
| Seizoen                 | Wereldbeker | OS  | WK  | EK  | ZK   | Overige                                  | Totaal aantal zeges |
| ----------------------- | ----------- | --- | --- | --- | ---- | ---------------------------------------- | ------------------- |
| 2013                    |             | NVT | NVT | NVT | Goud |                                          | 1                   |
| 2014                    |             | NVT | NVT | NVT | Goud | Vargarda                                 | 2                   |
| 2015                    |             | NVT | NVT | NVT | Goud | Vargarda, Tibro                          | 3                   |
| 2016                    | Lenzerheide | ↑   | NVT | NVT | Goud | Vårgårda, Næstved, Klippingracet, Milaan | 7                   |
| 2017                    |             | NVT | DNS | DNS | Goud | Rivera                                   | 2                   |
| geen deelnames in 2018. |             |     |     |     |      |                                          |                     |
| 2019                    | Les Gets    | NVT | 16e | DNS | Goud | Klippingracet                            | 3                   |
| 2020                    |             | NVT | DNF | DNS | Goud |                                          | 1                   |
| 2021                    |             | 14e | 8e  | DNS | Goud |                                          | 1                   |
| 2022                    |             | NVT | DNF | DNS | Goud | Capoliveri, Göteborg, Falun              | 4                   |
| 2023                    |             | NVT | DNF | DNS | DNS  | Göteborg                                 | 1                   |
| 2024                    | Mairiporã   | ↑   | ↑   | –   | Goud |                                          | 2                   |
| 2025                    |             | NVT | –   | –   |      | Chelva                                   | 1                   |
|                         |             |     |     |     |      |                                          |                     |
| Totaal                  | 3           | 1   | 0   | 0   | 9    | 14                                       | 28                  |

1996: Paola Pezzo ·
2000: Paola Pezzo ·
2004: Gunn-Rita Dahle ·
2008: Sabine Spitz ·
2012: Julie Bresset ·
2016: Jenny Rissveds ·
2020: Jolanda Neff ·
2024: Pauline Ferrand-Prévot
Boogaard · Dale · Danford · Grangier · Iversen · Jonker · Jounier (vanaf 18/4) · Jørgensen · Lind (vanaf 1/4) · Mohr · Nelson · Rissveds (vanaf 1/6) · Roberts · Soland (tot 28/2) · Swinkels · Tveit · Ytterhus Haugset